# Comté de Schuyler (New York)
Pour les articles homonymes, voir Comté de Schuyler.
Le comté de Schuyler (en anglais : Schuyler County) est l'un des 62 comtés de l'État de New York, aux États-Unis. Le siège du comté est Watkins Glen.

## Population
La population du comté s'élevait à 17 898 habitants au recensement de 2020.
| Groupe                           | Comté de Schuyler | New York | États-Unis |
| -------------------------------- | ----------------- | -------- | ---------- |
| Blancs                           | 97,1              | 66,8     | 72,4       |
| Afro-Américains                  | 0,9               | 15,9     | 12,6       |
| Métis                            | 1,3               | 3,0      | 2,9        |
| Asiatiques                       | 0,3               | 7,3      | 4,8        |
| Amérindiens                      | 0,3               | 0,6      | 0,9        |
| Autres                           | 0,1               | 7,5      | 6,4        |
| Total                            | 100               | 100      | 100        |
|                                  |                   |          |            |
| Hispaniques et Latino-Américains | 1,3               | 17,6     | 16,7       |